# Алерион
Алерион — вымышленная птица, фигурирующая в мифологии и геральдике.

## В мифологии
Средневековые писатели, основываясь на трудах Плиния, полагали, что алерионы обитают где-то в Азии (чаще всего упоминалась Индия); называлась даже конкретная область — «между Гидаспом и Индом». В мире, по их утверждениям, неизменно существовала только одна пара этих созданий. Пьер де Бове, автор одного из бестиариев, описывал алериона как «птицу крупнее орла, огненного цвета и с острыми, словно бритва, перьями». Согласно де Бове, детёныши алерионов вылупляются из яиц каждые шестьдесят лет; после этого их родители в сопровождении других птиц улетают к морю и топятся, а остальные птицы возвращаются к гнезду, чтобы оберегать птенцов до тех пор, пока те не научатся летать.

## Использование в качестве геральдической фигуры
В геральдике алерионом называется фигура орла с раскинутыми крыльями, но без клюва и когтей; она, в частности, была изображена на гербе средневековой Лотарингии. Её возникновение, возможно, связано с легендой о том, как Готфрид Бульонский убил такую птицу во время Крестового похода. Алерионов до сих пор можно увидеть на гербах многих французских городов и коммун, особенно расположенных в Мозеле.
- Герб французской коммуны Диффамбак-лез-Эллимер
- Герб Лотарингии
- Герб французского рода Монморанси